# Рудолф II фон Хелфенщайн-Визенщайг
Рудолф II фон Хелфенщайн-Визенщайг (на немски: Rudolf II von Helfenstein-Wiesensteig; * 24 март 1560; † 18 февруари 1601) е граф на Хелфенщайн-Визенщайг в Баден-Вюртемберг.

## Произход
Той е син на граф Себастиан фон Хелфенщайн (* 21 септември 1521; † 16 май 1564) и съпругата му Мария фон дер Марк († пр. 10 юли 1563), дъщеря на Роберт II фон Марк-Аренберг (1506 – 1536) и Валбурга фон Егмонт-Бюрен († 1547). Внук е на граф Улрих X фон Хелфенщайн (1486 – 1548) и графиня Катарина фон Валдбург-Зоненберг (1495 – 1563). Баща му се жени втори път на 21 септември 1563 г. за фрайин Мария фон Хевен († 1587).
Брат е на Улрих фон Хелфенщайн-Визенщайг (* 9 октомври 1555; † 26 септември 1581, Лютцелбург).

## Фамилия
Първи брак: на 10 юни 1582 г. с фрайин Анна Мария фон Щауфен († 2 септември 1600), дъщеря на фрайхер Антон фон Щауфен († 1566) и графиня Ванделабра фон Хоенлое-Валденбург (1532 – 1570). Те имат шест деца:
- Улрих XIV фон Хелфенщайн-Визенщайг (* 18 юли 1583; † 16 декември 1593)
- Рудолф III фон Хелфенщайн-Визенщайг (* 7 март 1585; † 21 септември 1627), граф на Хелфенщайн, женен на 22 август 1604 г. за графиня Елеонора фон Фюрстенберг (* 13 май 1578; † 12 април 1651), дъщеря на граф Йоахим фон Фюрстенберг-Хайлигенберг и Анна фон Цимерн
- Мария фон Хелфенщайн-Визенщайг (* 26 март 1586; † 27 септември 1634, Констанц), омъжена на 1 ноември 1603 г. за граф Фробен Кристоф фон Хелфенщайн-Гунделфинген (* 1573; † 4 декември 1622, Ензисхайм), син на граф Георг II фон Хелфенщайн
- Франц Вилхелм фон Хелфенщайн-Визенщайг (* 8 август 1587; † 12 март 1588)
- Катарина фон Хелфенщайн-Визенщайг (* 9 декември 1589; † 12 януари 1638, Бохемия), омъжена на 20/21 септември 1608 г. във Визенщайг за граф Ернст I фон Йотинген-Балдерн (* 7 май 1618; † 20 октомври 1677)
- Волф Лудвиг фон Хелфенщайн-Визенщайг (* 10 януари 1591; † 1592)

Втори брак: на 18 февруари 1601 г. с графиня Анна Констанция фон Фюрстенберг-Хайлигенберг, ландграфиня в Бар (* 2 април 1577; † 1659), дъщеря на граф Йоахим фон Фюрстенберг-Хайлигенберг (1538 – 1598) и графиня Анна фон Цимерн (1544 – 1602). Бракът е бездетен.
През 1604 г. вдовицата му Анна Констанция фон Фюрстенберг-Хайлигенберг се омъжва втори път за фрайхер Конрад XII фон Бемелберг-Хоенбург (* 15 септември 1578, Вемдинг; † 1626).